# Rudnea-Karpîlivska, Sarnî
Rudnea-Karpîlivska (în ucraineană Рудня-Карпилівська) este un sat în comuna Karpîlivka din raionul Sarnî, regiunea Rivne, Ucraina.

## Demografie
Componența lingvistică a localității Rudnea-Karpîlivska
     Ucraineană (100%)
Conform recensământului din 2001, toată populația localității Rudnea-Karpîlivska era vorbitoare de ucraineană (100%).